# Kírosz Vasszárasz
Kírosz Vasszárasz (görögül: Κύρος Βασάρας) (Szaloniki, 1966. február 1. –) görög nemzetközi labdarúgó-játékvezető.

## Pályafutása

### Nemzeti játékvezetés
A játékvezetői vizsgát 1984-ben tette le. 1995-ben lett az I. Liga játékvezetője. A nemzeti játékvezetéstől 2011-ben vonult vissza.

### Nemzetközi játékvezetés
A Görög labdarúgó-szövetség Játékvezető Bizottsága (JB) terjesztette fel nemzetközi játékvezetőnek, a Nemzetközi Labdarúgó-szövetség (FIFA) 1998-tól tartotta nyilván bírói keretében. A FIFA JB központi nyelvei közül a spanyolt, a németet és az angolt beszéli. Több válogatott és nemzetközi klubmérkőzést vezetett, vagy működő társának 4. bíróként segített. A görög nemzetközi játékvezetők rangsorában, a világbajnokság-Európa-bajnokság sorrendjében többedmagával az 1. helyet foglalja el 22 találkozó szolgálatával. Az UEFA által szervezett labdarúgó kupasorozatokban összesen 51 mérkőzést vezetett, amivel a 17. helyen áll. Az aktív nemzetközi játékvezetéstől 2009-ben búcsúzott. Nemzetközi mérkőzéseinek száma: 80. Válogatott mérkőzéseinek száma: 28.
| Időpont           | Helyszín                            | Mérkőzés típusa          | Mérkőzés            | Eredmény | Nézők száma |
| ----------------- | ----------------------------------- | ------------------------ | ------------------- | -------- | ----------- |
| 1999. április 28. | Arnold Schwarzenegger Stadion, Graz | első válogatott mérkőzés | Ausztria–San Marino | 7 – 0    | 15 400      |

#### Labdarúgó-világbajnokság

##### U17-es labdarúgó-világbajnokság
Új-Zéland rendezte az 1999-es U17-es labdarúgó-világbajnokságot, ahol a FIFA JB bíróként foglalkoztatta.

###### 1999-es U17-es labdarúgó-világbajnokság
| Időpont            | Helyszín                        | Mérkőzés típusa              | Mérkőzés             | Eredmény | Nézők száma |
| ------------------ | ------------------------------- | ---------------------------- | -------------------- | -------- | ----------- |
| 1999. november 12. | Carisbrook Stadion, Dunedin     | csoportmérkőzés (D. csoport) | Jamaica–Burkina Fasó | 0 – 1    | 5173        |
| 1999. november 16. | North Harbour Stadion, Auckland | csoportmérkőzés (A. csoport) | Amerika–Uruguay      | 1 – 0    | 7643        |
| 1999. november 27. | North Harbour Stadion, Auckland | döntő                        | Ausztrália–Brazília  | 0 – 0    | 22 859      |

---
A világbajnoki döntőkhöz vezető úton Dél-Koreába és Japánba a XVII., a 2002-es labdarúgó-világbajnokságra, Németországba a XVIII., a 2006-os labdarúgó-világbajnokságra, valamint Dél-Afrikába a XIX., a 2010-es labdarúgó-világbajnokságra a FIFA JB játékvezetőként alkalmazta. Világbajnokságon vezetett mérkőzéseinek száma: 1.

##### 2002-es labdarúgó-világbajnokság

###### Selejtező mérkőzés
| Időpont             | Helyszín                       | Mérkőzés típusa           | Mérkőzés                  | Eredmény | Nézők száma |
| ------------------- | ------------------------------ | ------------------------- | ------------------------- | -------- | ----------- |
| 2000. október 7.    | Na Stínadlech Stadion, Teplice | előselejtező (3. csoport) | Csehország–Izland         | 4 – 0    | 9843        |
| 2001. március 28.   | Dinamó Stadion, Minszk         | előselejtező (5. csoport) | Fehéroroszország–Norvégia | 2 – 1    | 39 000      |
| 2001. szeptember 5. | Philips Stadion, Eindhoven     | előselejtező (2. csoport) | Hollandia–Észtország      | 5 – 0    | 28 500      |

###### Világbajnoki mérkőzés
| Időpont         | Helyszín                        | Mérkőzés típusa              | Mérkőzés        | Eredmény | Nézők száma |
| --------------- | ------------------------------- | ---------------------------- | --------------- | -------- | ----------- |
| 2002. június 4. | Guus Hiddink Stadion, Kvangdzsu | csoportmérkőzés (C. csoport) | Kína–Costa Rica | 0 – 2    | 27 217      |

##### 2006-os labdarúgó-világbajnokság
Nem lehetett ott a világbajnokságon, mert egyik asszisztense nem tudta teljesíteni az utolsó fizikai tesztek egyikét – és „magával rántotta” Vasszaraszt is.

###### Selejtező mérkőzés
| Időpont             | Helyszín                         | Mérkőzés típusa           | Mérkőzés                                  | Eredmény | Nézők száma |
| ------------------- | -------------------------------- | ------------------------- | ----------------------------------------- | -------- | ----------- |
| 2004. szeptember 8. | St. Jakob-Park, Bázel            | előselejtező (4. csoport) | Svájc–Írország                            | 1 – 1    | 28 000      |
| 2004. október 13.   | Estádio José Alvalade, Lisszabon | előselejtező (3. csoport) | Portugália–Oroszország                    | 7 – 1    | 27 258      |
| 2005. március 26.   | Giuseppe Meazza Stadion, Milánó  | előselejtező (5. csoport) | Olaszország–Skócia                        | 2 – 0    | 40 745      |
| 2005. június 4.     | Lansdowne Road Stadion, Dublin   | előselejtező (4. csoport) | Írország–Izrael                           | 2 – 2    | 36 000      |
| 2005. október 12.   | Red Star Stadion, Belgrád        | előselejtező (7. csoport) | Szerbia és Montenegró–Bosznia-Hercegovina | 1 – 0    | 46 305      |

##### 2010-es labdarúgó-világbajnokság
A FIFA JB jelölte a lehetséges játékvezetők az 54-es keretébe. 2009-ben egészségi problémák miatt visszalépett a nemzetközi játékvezetéstől.

###### Selejtező mérkőzés
| Időpont           | Helyszín                   | Mérkőzés típusa           | Mérkőzés               | Eredmény | Nézők száma |
| ----------------- | -------------------------- | ------------------------- | ---------------------- | -------- | ----------- |
| 2008. október 15. | Lokomotív Stadion, Moszkva | előselejtező (4. csoport) | Oroszország–Finnország | 3 – 0    | 28 000      |

#### Labdarúgó-Európa-bajnokság
Skócia rendezte az 1998-as U16-os labdarúgó-Európa-bajnokságot, ahol a FIFA/UEFA JB játékvezetőként alkalmazta.
---
Az európai labdarúgó torna döntőjéhez vezető úton Belgiumba és Hollandiába a XI., a 2000-es labdarúgó-Európa-bajnokságra, Portugáliába a XII., a 2004-es labdarúgó-Európa-bajnokságra, illetve Ausztriába és Svájcba a XIII., a 2008-as labdarúgó-Európa-bajnokságra az UEFA JB játékvezetőként vette igénybe szolgálatát.

##### 2000-es labdarúgó-Európa-bajnokság

###### Selejtező mérkőzés
| Időpont           | Helyszín                     | Mérkőzés típusa           | Mérkőzés               | Eredmény | Nézők száma |
| ----------------- | ---------------------------- | ------------------------- | ---------------------- | -------- | ----------- |
| 1999. április 28. | UPC Stadion, Graz            | előselejtező (6. csoport) | Ausztria–San Marino    | 7 – 0    | 15 400      |
| 1999. október 9.  | Tofik Bahramov Stadion, Baku | előselejtező (7. csoport) | Azerbajdzsán–Szlovákia | 0 – 1    | 6000        |

##### 2004-es labdarúgó-Európa-bajnokság
2004-ben 4., tartalék-játékvezetőként tevékenykedett.

###### Selejtező mérkőzés
| Időpont             | Helyszín                         | Mérkőzés típusa            | Mérkőzés                 | Eredmény | Nézők száma |
| ------------------- | -------------------------------- | -------------------------- | ------------------------ | -------- | ----------- |
| 2002. szeptember 7. | Tofik Bahramov Stadion, Baku     | előselejtező (9. csoport)  | Azerbajdzsán–Olaszország | 0 – 2    | 40 000      |
| 2003. március 29.   | Mikheil Meskhi Stadion, Tbiliszi | előselejtező (10. csoport) | Grúzia–Írország          | 1 – 2    | 10 000      |
| 2003. szeptember 6. | Skonto Stadion, Riga             | előselejtező (4. csoport)  | Lettország–Lengyelország | 0 – 2    | 7500        |

##### 2008-as labdarúgó-Európa-bajnokság

###### Selejtező mérkőzés
| Időpont              | Helyszín                         | Mérkőzés típusa           | Mérkőzés            | Eredmény | Nézők száma |
| -------------------- | -------------------------------- | ------------------------- | ------------------- | -------- | ----------- |
| 2006. október 7.     | Olimpiai Stadion, Róma           | előselejtező (B. csoport) | Olaszország–Ukrajna | 2 – 0    | 49 149      |
| 2007. március 24.    | Estádio José Alvalade, Lisszabon | előselejtező (A. csoport) | Portugália–Belgium  | 4 – 0    | 47 009      |
| 2007. szeptember 12. | Generali Stadion, Prága          | előselejtező (D. csoport) | Csehország–Írország | 1 – 0    | 16 648      |
| 2007. október 13.    | Farul Stadion, Konstanca         | előselejtező (G. csoport) | Románia–Hollandia   | 1 – 0    | 13 000      |
| 2007. november 21.   | Partizán Stadion, Belgrád        | előselejtező (A. csoport) | Szerbia–Kazahsztán  | 1 – 0    | 400         |

###### Európa-bajnoki mérkőzés
| Időpont          | Helyszín               | Mérkőzés típusa              | Mérkőzés                   | Eredmény | Nézők száma |
| ---------------- | ---------------------- | ---------------------------- | -------------------------- | -------- | ----------- |
| 2008. június 11. | Stade de Genève, Genf  | csoportmérkőzés (A. csoport) | Csehország–Portugália      | 1 – 3    | 29 016      |
| 2008. június 16. | Hypo-Arena, Klagenfurt | csoportmérkőzés (B. csoport) | Lengyelország–Horvátország | 0 – 1    | 51 428      |

#### Olimpiai játékok
Görögországban rendezték a XXVIII., a 2004. évi nyári olimpiai játékokat, ahol a FIFA JB hivatalnoki szolgálatra foglalkoztatta. Az olimpiai döntők közül 14. európaiként, első görögként a 21. döntő találkozót vezethette. A FIFA JB a „hazai pálya” és egyéni felkészültségének összhangjának következtében bízta meg döntő irányításával. A döntőben, az olimpiai eszmétől eltérő, barátságosnak nem mondható mérkőzésen fegyelmezési célból felmutatott 8 sárga és 2 piros kártyát.

##### 2004. évi nyári olimpiai játékok
| Időpont             | Helyszín                         | Mérkőzés típusa              | Mérkőzés             | Eredmény | Nézők száma |
| ------------------- | -------------------------------- | ---------------------------- | -------------------- | -------- | ----------- |
| 2004. augusztus 11. | Pankritio Stadion, Iráklio       | csoportmérkőzés (C. csoport) | Tunézia–Ausztrália   | 1 – 1    | 15 757      |
| 2004. augusztus 18. | Panthessaliko Stadion, Vólosz    | csoportmérkőzés (B. csoport) | Japán–Ghána          | 1 – 0    | 6813        |
| 2004. augusztus 21. | Pampeloponnisiako Stadion, Pátra | egyik negyeddöntő            | Argentína–Costa Rica | 4 – 0    | 9929        |
| 2004. augusztus 28. | Olimpiai Stadion, Athén          | döntő                        | Argentína–Paraguay   | 1 – 0    | 41 116      |

#### Nemzetközi kupamérkőzések

##### UEFA-bajnokok ligája
Egyre - másra vezette az UEFA által szervezett kupamérkőzéseket. A Real Madrid CF–AS Roma 2007/2008-as BL selejtező sorozatban a nyolcaddöntő második mérkőzésén fegyelmezési céllal, nemzetközi csúcsot döntögetve 11 sárga és 1 piros kártyát mutatott fel. A mindenáron történő győzni akarás sok durvaságot eredményez, a sportszerűtlenségeket szabályi előírás szerint büntetni kell.* [forrás?]
| Időpont          | Helyszín                          | Mérkőzés típusa            | Mérkőzés               | Eredmény | Nézők száma |
| ---------------- | --------------------------------- | -------------------------- | ---------------------- | -------- | ----------- |
| 2008. március 5. | Santiago Bernabéu stadion, Madrid | nyolcaddöntő (2. mérkőzés) | Real Madrid CF–AS Roma | 1 – 2    | 715 690     |

## Sikerei, díjai
- Amint a magyar hivatásos labdarúgók is megszavazzák az év legjobbjait, úgy Görögország játékos-szervezete (PSAP) is megrendezi a saját díjátadó ünnepségét, a 2005/06. évi szezon Év játékvezetője lett.
- A IFFHS (International Federation of Football History & Statistics) 1987-2011 évadokról tartott nemzetközi szavazásán 151, játékvezető besorolásával minden idők 125, legjobb bírójának rangsorolta, holtversenyben Ali Al-Badwawi, Graham Barber, Olegário Benquerença, Piero Ceccarini, Martin Hansson, James McCluskey, Nicole Petignat, Alain Sars és Mark Shield társaságában.

## Családi kapcsolat
Antoniosz Vasszárasz nemzetközi játékvezető az édesapja.